# Anóka Eszter
Anóka Eszter (születési neve: Horváth Katalin) (Nagyhalász, 1942. február 8. – Budapest, 1994. március 21.) magyar író, költő, újságíró.

## Életpályája
Küzdelmes, hányatott gyermek‐ és ifjúkora volt. 1968‐tól publikált rendszeresen. 1975‐ben diplomázott az Eötvös Loránd Tudományegyetem  magyar‐könyvtáros szakán. Megpróbáltatási ezután sem értek véget. Gyári munkásként, adminisztrátorként, könyvtárosként és újságíróként is dolgozott.

### Halála
Utolsó éveiben sokat betegeskedett. Egy szlovákiai üdülés során egy kullancs csípte meg. Tudta, hogy ennek következményeitől sosem fog többé megszabadulni, de reménykedett. Nem sokkal halála előtt még szülővárosába és Vajára készült.

### Munkássága
Verseit és novelláit főként a Tiszatáj, a Forrás, az Új Aurora, az Élet és Irodalom, a Magyar Napló és a Mozgó Világ közölte.

## Művei
- Hála (elbeszélés, 1975)
- Búcsú a nőktől (elbeszélés és kisregény, 1980)
- Ostrom békében (regény, 1988)
- Üzenet (versek, 1990)
- A mérték (kisregény, 1990)

## Díjai
- Móricz Zsigmond-ösztöndíj (1976)[1]